# War Robots
War Robots ist ein für iOS, Android und Windows entwickelter Multiplayer-Shooter, in dem in Echtzeit zwei gegnerische Teams mit jeweils sechs Spielern – bestehend aus riesigen Kampfrobotern – auf unterschiedlichen Karten gegeneinander antreten. Dabei erinnern die Roboter in Größe und Aussehen an die Kampfmaschinen aus „BattleTech“. Während des Kampfes sieht der Spieler den gerade aktiven Roboter in der Third-Person-Perspektive. Das Spiel erscheint in diversen Sprachen.
Gespielt wird in sechs verschiedenen Szenarien, die vom System zufällig ausgewählt werden. Es existieren sowohl die endzeitähnlichen Überreste einer lange zerstörten Stadt, als auch großflächige Landstriche und rot schimmernde Canyons, Gebäudestrukturen und Areale auf eisigen Gipfeln (dieses mittlerweile auch als Nacht-Version), die Skyline einer modernen asiatischen Großstadt und der Bunker-Komplex einer Energie erzeugenden Anlage.
Die Kontrahenten können dabei entweder durch die Einnahme und das Halten der Mehrzahl von Signalfeuern das Spiel für sich entscheiden oder durch die Vernichtung sämtlicher Roboter des gegnerischen Teams.
Das Spiel ist grundsätzlich „free to play“, d. h., es kann kostenlos heruntergeladen und auf entsprechende Systeme installiert werden. Bleibt der Download und das Spielen selbst grundsätzlich kostenlos, bietet Pixonic, wie andere Anbieter in der Branche, zusätzlich bezahlbare Inhalte an.
Innerhalb des Spiels existiert u. a. eine Gold-, Silber-, Platin- und Puzzlewährung, mit der u. a. Roboter und Waffen gekauft und aufgerüstet werden können. Diese Währungen, allen voran Platin, können auch per „In-App-Käufen“ mit realem Geld gekauft werden, um schneller voranzukommen. Zusätzlich gibt es noch die Schwarzmarkt-Währung, mit der Truhen gekauft werden können.